# Bíborfejű gyümölcsgalamb
A bíborfejű gyümölcsgalamb (Ptilinopus porphyraceus) a madarak osztályának galambalakúak (Columbiformes) rendjébe és a galambfélék (Columbidae) családjába tartozó faj.

## Rendszerezése
A fajt Coenraad Jacob Temminck holland ornitológus írta le 1821-ben, a Columba nembe Columba porphyracea néven.

## Alfajai
- Ptilinopus porphyraceus fasciatus (Peale, 1848) - Szamoa
- Ptilinopus porphyraceus porphyraceus (Temminck, 1821) - Fidzsi-szigetek, Niue, Tonga valamint a Wallis és Futuna [2]

## Előfordulása
A Fidzsi-szigetek, Niue, Szamoa, Tonga valamint a Wallis és Futuna területén honos. Természetes élőhelyei a szubtrópusi vagy trópusi síkvidéki és hegyi esőerdők, mangroveerdők és cserjések, valamint vidéki kertek. Állandó, nem vonuló faj.

## Megjelenése
Testhossza 22–24 centiméter, testtömege 85,4–124 gramm.

## Természetvédelmi helyzete
Az elterjedési területe elég nagy, egyedszáma pedig stabil. A Természetvédelmi Világszövetség Vörös listáján nem fenyegetett fajként szerepel.